# R.I.P./Merry Christmas
『R.I.P./Merry Christmas』（アール アイ ピー/メリー クリスマス）は、BUMP OF CHICKENの15枚目のシングル。2009年11月25日にトイズファクトリーから発売された。

## 概要
2枚同時発売だった「花の名」「メーデー」以来約2年ぶりにリリースされたシングルで、2003年の「ロストマン/sailing day」、2005年の「supernova/カルマ」以来通算3枚目の両A面シングルである。
バンドでは初めてPVがトイズファクトリーのYouTube公式チャンネルにて公開された。
CDケースは紙ケース内に入っており、これには「R.I.P.」と「Merry Christmas」が表裏に印刷されている。
また、発売日である2009年11月25日は、バンド初のシングル『LAMP』（現在は廃盤）をリリースしてから丁度10年になる日であった。

## 収録曲
- 全曲作詞・作曲：藤原基央　編曲：BUMP OF CHICKEN

1. R.I.P. (5:58)
タイトル「R.I.P.」は “Rest in Peace” の頭文字であり、「安らかに眠れ」という意味がある[1]。
前アルバム以降断続的に楽曲製作は続けられていたが、この曲はその中でも新しく2009年8月に書き上げられたもの[2]。藤原の「個人的な記憶」が数多く反映されているというこの曲は、作詞の直前までに自らの過去を何度となく（久々にメンバーとの外出、『ヱヴァンゲリヲン新劇場版:破』の公開など）振り返る機会が続いたことが影響しているという[3]。
シングルバージョンは歌始まりであるが、アルバム『COSMONAUT』に収録されているバージョンでは冒頭の歌がカットされている。ライブでは主にシングルバージョンのような歌始まりで披露される。
2. Merry Christmas (6:51)
クリスマスソング。
季節を特定する楽曲はBUMP OF CHICKENでは珍しい。「R.I.P.」のカップリングとして「クリスマスソングを書いてくれ」とプロデューサーからオファーされた当初は強い抵抗感があった上に「幸せ感が溢れるものが書ける気は到底しなかった」というが、書き上げてみると書いてよかったと思ったという[4]。また、演奏時間は7分弱と長いが、ワンコーラス自体は44秒と短い。
通常BUMP OF CHICKENのA面曲はアルバムに収録されてきたが、この曲はアルバム『COSMONAUT』には未収録となっている[5]。
11月下旬からクリスマス付近までにライブが開催された場合、アンコールで演奏されることが恒例となっている[6]。

- 隠しトラックに「new world サミット」（作詞・作曲：BUMP OF CHICKEN）が収録されている。初めは無音だが、9分7秒ごろから曲が始まる。演奏時間（曲が流れている時間）は約7分で今までシングルに収録された隠しトラックの中で最も長い。作詞は増川が行い、それを藤原が編集した。最近の隠しトラックの収録はシングルと同じぐらい長くかかるとの事らしい。

## 収録アルバム
- 『COSMONAUT』（#1）※アルバムバージョン
- 『BUMP OF CHICKEN II ＜2005-2010＞』（#1, #2）